# Abraham Mkrticzjan
Abraham (imię świeckie Kework Mkrticzjan, ur. 7 stycznia 1961 w Jeghegnadzorze) – duchowny Apostolskiego Kościoła Ormiańskiego, od 1993 bishop Sjunik.

## Życiorys
Święcenia kapłańskie przyjął w 1987. Sakrę biskupią otrzymał w 1993.